# Signs of Life (album de Poets of the Fall)
Pour les articles homonymes, voir Signs of Life.
Signs of Life est le premier album du groupe de rock finlandais Poets of the Fall, sorti en 2005.

## Titres
Toute la musique est composée par Markus « Captain » Kaarlonen, Marko Saaresto et Olli Tukiainen.
| No  | Titre              | Durée |
| --- | ------------------ | ----- |
| 1.  | Lift               | 5:11  |
| 2.  | Overboard          | 4:43  |
| 3.  | Late Goodbye       | 3:46  |
| 4.  | Don't Mess with Me | 3:58  |
| 5.  | 3 AM               | 4:21  |
| 6.  | Stay               | 3:33  |
| 7.  | Seek You Out       | 3:46  |
| 8.  | Shallow            | 4:23  |
| 9.  | Everything Fades   | 3:08  |
| 10. | Someone Special    | 4:18  |
| 11. | Illusion & Dream   | 5:26  |
| 12. | Sleep              | 4:59  |

## Musiciens
- Markus « Captain » Kaarlonen
- Marko Saaresto
- Olli Tukiainen